# 4AD
4AD är ett brittiskt indierock-skivbolag som grundades 1979 av Ivo Watts-Russel och Peter Kent. Beggars Banquet Records hjälpte igång skivbolaget ekonomiskt.
Det ursprungliga namnet på skivbolaget var Axis Records, men detta namn byttes till 4AD när det blev känt att namnet Axis redan var använt av ett annat skivbolag.
4AD blev kända för sin utgivning av artister som Cocteau Twins, Dead Can Dance och This Mortal Coil. De uppmärksammades även för sina konstnärligt utformade skivomslag.

## Artister hos 4AD

### Nuvarande
| - Ariel Pink's Haunted Graffiti - Atlas Sound - The Big Pink - Blonde Redhead - Bon Iver (bara i Europa; Jagjaguwar i USA) - Broken Records - Camera Obscura - Deerhunter - Department of Eagles - Efterklang (internationellt på 4AD; Rumraket i Skandinavien) - Future Islands - Gang Gang Dance | - Grimes - Iron & Wine (i Europa, Japan, Nya Zeeland och Australien; Warner Bros. i Nordamerika) - Joker - The National - St. Vincent - Stornoway - tUnE-yArDs - Twin Shadow - Scott Walker - Zomby |

### Tidigare
| - Bauhaus - Beirut - The Birthday Party - Frank Black - The Breeders - Clan of Xymox - Cocteau Twins - Colourbox - Dead Can Dance - Dif Juz - Lisa Germano - His Name Is Alive - Modern English - Mojave 3 - The Mountain Goats | - Pixies - Red House Painters - Stereolab - That Dog - This Mortal Coil - Tindersticks - TV on the Radio - Ultra Vivid Scene - M Ward - The Wolfgang Press - Xmal Deutschland |